# 東京湾岸道路
東京湾岸道路（とうきょうわんがんどうろ）は千葉県富津市から神奈川県横須賀市に至るバイパス道路である。略称は「湾岸道路」または「湾岸」である。

## 概要
東京湾を沿うようにして建設されたバイパス道路であり、およそ160キロメートル (km) ほどの延長を京葉工業地域と京浜工業地帯の中心を通過するように国道に指定されている。なお、国道357号の全線が東京湾岸道路に指定されている。
中・長距離利用目的の専用部（自動車専用道路）と短・中距離利用目的の一般部（一般道路）により構成されている。この道路は首都圏の放射道路と環状道路という性格を併せ持つため、首都圏各地と都心の交通を支える大動脈となっている。
現在、専用部の一部が東関東自動車道、首都高速湾岸線、横浜横須賀道路として供用されており、一般部は国道16号、国道14号、国道357号として供用されている。また、並行して「第二東京湾岸道路」が計画中である。
東京湾岸道路のうち、自動車専用道路である首都高速湾岸線の東京都区間（延長32 km）は、1987年（昭和62年）8月10日に旧建設省と「道の日」実行委員会により制定された日本の道100選の一つにも選ばれている。

### 路線データ
- 起点：千葉県富津市新井「新井」交差点
- 終点：神奈川県横須賀市本町1丁目「本町一丁目」交差点
- 道路規格：第2種第1級（専用部）・第3種第1級（一般部）・第4種第1級（地先道路）

## 構成される道路
- 専用部
  - 千葉地区専用部（候補路線　千葉市 - 富津市）
  - 東関東自動車道（11.6 km）
  - 首都高速湾岸線（62.1 km)
  - 横浜横須賀道路（21.2 km）
- 一般部
  - 千葉県道90号木更津富津線
  - 国道16号
  - 国道14号
  - 国道357号

専用部は横浜横須賀道路の一部を除くと6車線で供用しており、横浜ベイブリッジ付近の一般部は暫定2車線で2012年9月現在供用中である。なお、現在までに供用されている区間は一般部約99 km、専用部約95 km、重複除き延べ約140 kmであり、残り約20 kmが事業中である。